# Exposiciones (métro de Medellín)
Exposiciones est une station du métro de Medellín sur la ligne A, à Medellín en Colombie. 